# 지방자치단체장의 3기 초과 연임제한 사건
지방자치단체장의 3기 초과 연임제한 사건은 대한민국 유명 헌법재판소 판례이다.

## 사실관계
청구인 지방자치단체 장들은 각 3기에 걸쳐 지방자치단체 장으로 재임하고 있는 자들이고, 청구인 주민들은 위 관할 구역에 각 거주하는 사람들로서 선거권자이다. 청구인들은 지방자치법 제87조 제1항의 자치단체 장의 3기 초과 연임제한 규정이 청구인들의 헌법상 보장된 공무담임권, 선거권, 평등권 등의 기본권을 침해한다고 주장하면서 이 사건 헌법소원을 제기하였다.

## 관련조문
지방자치법 제87조(지방자치단체의 장의 임기) (1) 지방자치단체의 장의 임기는 4년으로 하며, 지방자치단체의 장의 계속 재임은 3기에 한한다.

## 결론
기각

## 결정요지
【결정요지】가.지방자치단체 장의 계속 재임을 3기로 제한한 지방자치법 제87조 제1항은 그 시행과 동【결정요지】시에 지방자치단체 장들의 기본권을 침해하는【결정요지】 것이 아니다. 법률 시행 후 지방자치단체 장들이 3기 초과 연임을 하고자 하는 경우에 비로소 기본권 침해가 구체적으로 현실화된다.【결정요지】
【결정요지】나.지방자치단체 장의 계속 재임을 3기로 제한한 규정의 입법취지는 장기집권으로 인한 지역발전저해 방지와 유능한 인사의 자치단체 장 진출확대로 대별할 수 있는바, 그 목적의 정당성, 방법의 적절성, 피해의 최소성, 법익의 균형성이 충족되므로 헌법에 위반되지 아니한다.【결정요지】
【결정요지】다.같은 선출직공무원인 지방의회의원 등과 비교해볼 때, 지방자치의 민주성과 능률성, 지방의 균형적 발전의 저해요인이 될 가능성이 상대적으로 큰 지방자치단체 장의 장기 재임만을 규제대상으로 삼아 달리 취급하는 데에는 합리적인 이유가 있다고 할 것이므로, 평등권을 침해하지 않는다.【결정요지】
【결정요지】라.지방자치단체 장에 대한 선거권을 행사함에 있어서 투표할 대상자가 스스로 또는 법률상의 제한으로 입후보를 하지 아니하는 경우 입후【결정요지】보자의 입장에서 공무담임권 제한의 문제가 발생하겠지만, 선거권자로서는 후보자의 선택에 있어서의 간접적이고 사실상의 제한에 불과할 뿐 그로 인하여 선거권자가 자신의 선거권을 행사함에 있어서 침해를 받게 된다고 보기 어렵다. 
보자의 입장에서 공무담임권 제한의 문제가 발생하겠지만, 선거권자로서는 후보자의 선택에 있어서의 간접적이고 사실상의 제한에 불과할 뿐 그로 인하여 선거권자가 자신의 선거권을 행사함에 있어서 침해를 받게 된다고 보기 어렵다.마.지방자치단체 장의 계속 재임을 3기로 제한하더라도 그것만으로는 주민의 자치권을 심각하게 훼손한다고 볼 수 없다. 더욱이 새로운 자치단체 장 역시 주민에 의하여 직접 선출되어 자치행정을 담당하게 되므로 주민자치의 본질적 기능에 침해가 있다고 보기 어렵다. 따라서 지방자치단체 장의 계속 재임을 3기로 제한한 규정이 지방자치제도에 있어서 주민자치를 과도하게 제한함으로써 입법형성의 한계를 벗어났다고 할 수 없다.보자의 입장에서 공무담임권 제한의 문제가 발생하겠지만, 선거권자로서는 후보자의 선택에 있어서의 간접적이고 사실상의 제한에 불과할 뿐 그로 인하여 선거권자가 자신의 선거권을 행사함에 있어서 침해를 받게 된다고 보기 어렵다.

## 참고 문헌
- 헌법재판소 판례 2006.2.23. 2005헌마403[기각]

## 같이 보기
- 공무담임권